# XLR-43-NA-1
NA-704 Mark III, NAA 75-65, 75K
Moteur-fusée
Le XLR-43-NA-1, aussi appelé NA-704 Mark III, NAA 75-65 ou 75K, est un moteur-fusée à ergols liquides produit par Rocketdyne, à l’époque une filiale de North American Aviation (NAA), dans les années 1940-50 pour équiper les missiles balistiques Navaho. Il dérive du moteur-fusée XLR-41-NA-1, une copie américaine du moteur-fusée Modèle 39 du V2. Le XLR-43-NA-1 donnera naissance quelque temps plus tard au NAA Rocketdyne 75-110 A, équipant les fusées de la famille Redstone.

## Histoire
La North American Aviation (NAA) a commencé à expérimenter des moteurs-fusées en 1946, tirant des fusées dans le parking de l'entreprise et protégeant les voitures en garant un bulldozer devant les moteurs pour protéger les voitures. Ils ont d'abord utilisé une conception de 4,5 kN d'Aerojet, puis ont conçu leur propre modèle de 1,3 kN. Au printemps 1946, les données allemandes récupérées ont été diffusées dans l'industrie. En juin 1946, l'équipe décida d'abandonner ses propres conceptions et de construire un nouveau moteur basé sur le moteur-fusée Modèle 39 du V-2 allemand.

### Phase I – Essais sur des moteurs V-2 allemands

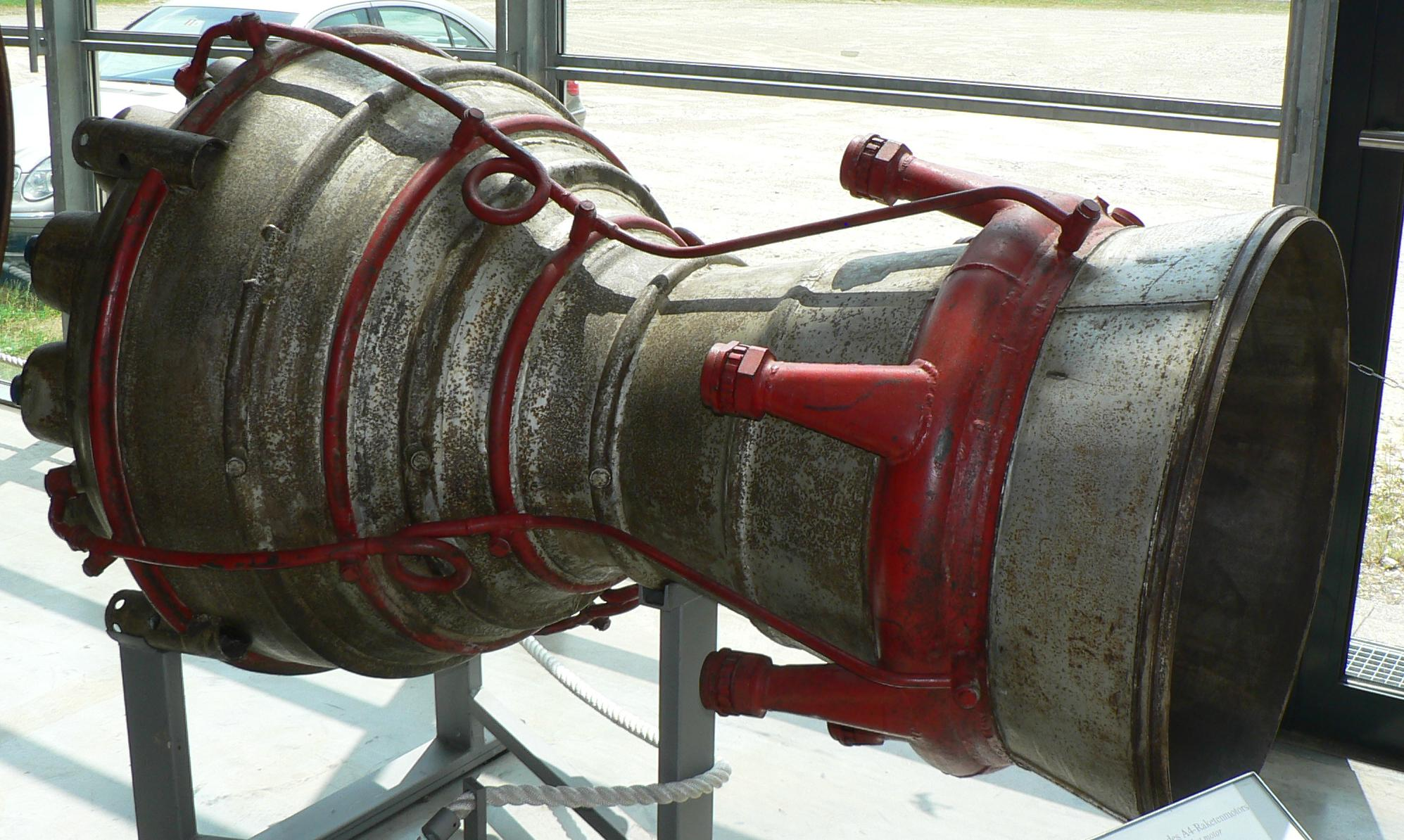
Un moteur Modèle 39 de V-2.

En juin 1946, William Bollay, le chef de branche pour le développement des turboréacteurs au Bureau de l'aéronautique de la Marine, a proposé à la NAA de mettre à neuf et de tester des moteurs Modèle 39 de V-2 complets, qui seraient fournis par le gouvernement. À la fin de 1946, deux moteurs Modèle 39 fournis sont arrivés à la NAA. Ces moteurs ont été mis en fonctionnement pendant 64 secondes, les ergols ayant été simulés par de l’eau,. Ils reçurent la désignation Mark I.

### Phase II – Moteurs V-2 de fabrication américaine
Le Modèle 39 a été adapté pour respecter les normes américaines, sur principalement les matériaux utilisés, les dimensions et la taille des raccords des tuyaux. Il reçut la désignation XLR-41-NA-1, Mark II, XLR faisant référence à eXperimental Liquid Rocket et NA signifiant North Aviation, un système de désignation utilisé par l'US Air Force.

### Phase III – Nouveau type de moteur
Au cours de cette période, la société a reçu un certain nombre de rapports de fin de guerre sur les développements d'un moteur modèle 39a pour le V-2, qui a remplacé les 18 chambres de combustion séparées du modèle d'origine par une seule plaque de « pomme de douche » à l'intérieur d'une seule chambre plus grande,. Cela a non seulement simplifié la conception, mais également l'a rendu plus léger et avec des performances améliorées. Les Allemands n'ont jamais pu faire fonctionner cela en raison de l'instabilité de la combustion et ont continué à utiliser la conception antérieure malgré des performances inférieures.
L'équipe qui avait conçu le moteur était maintenant aux États-Unis après avoir été capturée dans le cadre de l'opération Paperclip. Beaucoup d'entre eux mettaient en place un nouvel effort de recherche financé par l'armée sous la direction de Wernher von Braun. La société a embauché Dieter Huzel pour agir en tant que coordinateur entre la NAA et l'équipe de missiles de l'armée. En septembre 1947, la société a commencé la conception d'un moteur incorporant le design de la « pomme de douche », qu'elle a appelé le Mark III. Initialement, l'objectif était d'égaler la poussée de 56 000 lbf (250 000 N) du Modèle 39, mais d'être 15 % plus léger,,,. Il utilisait toujours un mélange de 75 % d'alcool éthylique et 25 % d'eau pour le carburant et de l'oxygène liquide pour l’oxydant.
Les travaux sur le Mark II se sont poursuivis et la conception détaillée a été achevée en juin 1947. En mars, la société a loué un grand terrain dans l'ouest de la vallée de San Fernando au nord de Los Angeles, dans les montagnes de Santa Susana, pour tester de gros moteurs. Un centre d'essai de fusées a été construit ici, utilisant 1 million de dollars (équivalent à 12 millions en 2020) de fonds d'entreprise et 1,5 million de dollars (équivalent à 17,4 dollars en 2020) de l'USAAF. Les premières pièces ont commencé à arriver en septembre. Le développement du Mark III s'est déroulé en parallèle en utilisant une version réduite développant une force de 3 300 lbf (~15 000 N) qui pouvait être tirée dans le parking.
Fin novembre 1949, la première version du moteur était prête à être testée. En mars 1950, ce moteur dépasse sa puissance nominale de 333 kN pendant près de quatre secondes et demie,. En mai et juin, les tests à puissance maximale supérieurs à une minute se sont bien passés. Les ingénieurs ont apporté une série de modifications et cela a finalement résolu les problèmes de combustion.
En octobre 1950 a lieu le test de la première version du moteur-fusée avec une puissance maximale de 310 kN,.